# Roland Scheel
Roland Scheel (* 1982) ist ein deutscher Skandinavist.

## Leben
Er studierte von 2003 bis 2008 Mittlere und Neuere Geschichte und Skandinavistik an der Goethe-Universität in Frankfurt am Main. Nach der Promotion 2014 war er seit 2015 Juniorprofessor für skandinavistische Mediävistik an der Georg-August-Universität Göttingen. Ab 2020 vertrat er dort die Professur für Skandinavistik und war Direktor des Skandinavischen Seminars. Er nahm 2022 den Ruf auf die W3-Professur für Skandinavistik an die Westfälische Wilhelms-Universität Münster an. Seit dem 1. Oktober 2022 ist er dort geschäftsführender Direktor des Instituts für Skandinavistik.
Seine Forschungsschwerpunkte sind skandinavische Geschichtsschreibung und Hagiographie im Mittelalter, Sagaliteratur, Rechtsgeschichte, historische Semantik, romanische Kunst in Skandinavien, Byzanz zur Zeit der Kreuzzüge, Kulturtransfer im mittelalterlichen Europa und die Rezeption des „Wikingers“ und der nordischen Mythologie in der europäischen Moderne.

## Schriften (Auswahl)
- Lateineuropa und der Norden. Die Geschichtsschreibung des 12. Jahrhunderts in Dänemark, Island und Norwegen, Berlin 2012 (Frankfurter Kulturwissenschaftliche Beiträge 6), ISBN 978-3-89626-971-3.
  - Rezensiert in: Deutsches Archiv für Erforschung des Mittelalters 69 (2013), 412–413, ISSN 0012-1223.
- Skandinavien und Byzanz. Bedingungen und Konsequenzen mittelalterlicher Kulturbeziehungen, Göttingen 2015 (Historische Semantik 23), ISBN 3-525-36726-0.
  - Rezensiert in: 
    - Historische Zeitschrift 308 (2019), 489–490, ISSN 0018-2613;
    - European Journal of Scandinavian Studies 49 (2019), 395–397, ISSN 2191-9399;
    - Historisk Tidsskrift [DK] 118 (2018), 203–218, ISSN 0106-4991.

## Belege
1. ↑  Universität Münster, Institut für Skandinavistik, MitarbeiterInnen am Institut, abgerufen am 27. Februar 2024.

| Personendaten    | Personendaten          |
| ---------------- | ---------------------- |
| NAME             | Scheel, Roland         |
| KURZBESCHREIBUNG | deutscher Skandinavist |
| GEBURTSDATUM     | 1982                   |